# Phalaenopsis pulchra
Phalaenopsis pulchra — эпифитное трявянистое растение семейства Орхидные, или Ятрышниковые (Orchidaceae).

## Этимология
Вид не имеет устоявшегося русского названия, в русскоязычных источниках обычно используется научное название Phalaenopsis pulchra.
Латинское слово pulcher (-chra, -chrum) имеет следующие значения: красивый, прекрасный, славный, благородный.
Английское название — The Beautiful flowered Phalaenopsis.

## Синонимы
- Phalaenopsis lueddemanniana var. pulchra Rchb.f. 1875
- Phalaenopsis luedemmannia var purpurea Ames & Quis. 1932
- Polychilos pulchra (Rchb.f.) Shim 1982

## История описания
Вид впервые был описан в 1875 г. Генрихом Райхенбахом, в качестве вариации уже известного вида Phalaenopsis lueddemanniana var. pulchra. В 1968 г. Свит, детально изучив строение цветка, выделил Phalaenopsis pulchra в отдельный вид. В настоящее время не все специалисты согласны с выделением растения в отдельный вид. Так в 2003 г. был получен первичный гибрид на основе Phalaenopsis pulchra и Phalaenopsis hieroglyphica, которому официально присвоили название.

## Биологическое описание
Не крупный моноподиальный эпифит. 

Стебель короткий, скрыт основаниями 3-7 листьев.

Корни толстые, гладкие.

Листья свисающие, продолговато-овальные, толстые, длиной от 15 до 30 см, шириной до 6 см.

Цветоносы многолетние, длиной 35-60 см. Легко образует «деток».

Цветки восковой фактуры, звездчатые, диаметром 4-6 см, ароматные, не увядают 2-3 недели. Лепестки продолговатые, в верхней части ровной фиолетовой, сине-фиолетовой или красной окраски с красивым поперечными черточками у основания, губа того же цвета, что и лепестки, с ярким жёлтым пятном в верхней части.

Цветёт круглый год, пик цветения — конец весны — лето.

## Ареал, экологические особенности
Эндемик Филиппин (Лусон, Лейте).
На стволах и ветвях деревьев во влажных горных лесах. Относительно того, на каких высотах встречается Phalaenopsis pulchra, информация противоречива. По одним источникам этот фаленопсис произрастает на высотах от 100 до 650 метров над уровнем моря, по другим на высоте 1300 метров и выше.
Температура воздуха на высоте 1400 метров над уровнем моря (район Casiguran): 10-15°С ночью, и от 19-25°С днем. Дожди круглый год, количество осадков колеблется от 240 мм до более чем 600 мм в месяц.
Относительная влажность воздуха — 85-89 %.
Относится к числу охраняемых видов (II приложение CITES).

## В культуре
В культуре считается сложным, поскольку требует более холодного содержания, чем большинство распространенных в культуре видов. Температурная группа — умеренная. Для нормального цветения обязателен перепад температур день/ночь в 5-8°С. Цветение возможно в течение всего года, но чаще в летний период.
Требования к свету: 1000—1200 FC, 10760—12919 lx.
Общая информация о агротехнике в статье Фаленопсис.
Phalaenopsis pulchra активно используется в гибридизации.

## Первичныегибриды(грексы)
- Arlington — hieroglyphica х pulchra (P. Lippold) 2006
- Cherry Spot — bellina х pulchra	(Paul Lippold) 2003
- Fintje Kunriawati — pulchra х violacea (A. Kolopaking) 2004
- Gold Veins — pallens х pulchra (Alberts/Merkel) 2004
- Herman Sweet — cornu-cervi х pulchra (Casa Luna) 2004
- Memoria Hans-Werner Pelz — equestris х pulchra (Olaf Gruss (H-w. Pelz)) 2003
- Pulamab — pulchra х amabilis (Luc Vincent) 2004
- Pulcia — pulchra х lueddemanniana (Alain Brochart (Klinge Orch.)) 2004
- San Shia Queen — aphrodite х pulchra (Hou Tse Liu) 2007
- Swiss Chocolate — pulchra х mannii (Luc Vincent) 2005
- Без названия — equestris х pulchra
- Без названия — celebensis х pulchra
- Без названия — hieroglyphica х pulchra
- Без названия — mariae х pulchra